# 李昇祐
李昇祐（韓語：이승우，1998年1月6日—）是一名韩国足球運動員，現時為K聯賽1的水原FC所屬，司職攻擊中場。

## 俱樂部生涯
2017年8月，李昇祐以150萬歐元的轉會價格，加盟升格至意大利足球甲级联赛的維羅納足球俱樂部，雙方簽訂了4年合約並帶有巴塞隆納回購條款。

## 國家隊生涯
2018年6月2日，韓國足協公佈了前往俄羅斯世界杯的最終23人大名單，李昇祐入選。
2018年7月17日，韓國足總公布8月中印尼亚运会的男子足球赛20人決選名單，剛為國家隊出戰世界盃的年輕國腳李昇祐亦有入選。
2018年8月31日，亞運會男子足球決賽，韓國對日本U21，加時上半場3分鐘，李昇祐禁區頂狂抽掛網打破僵局，隨後黃喜燦頭槌再下一城，雖然上田綺世在15分鐘為日本追回一球，最終比數為2－1，韓國依然贏得亞運金牌。

## 榮譽

### 個人
- 亞足聯U-16錦標賽神射手：2014[9]
- 亞足聯U-16錦標賽最佳球員：2014[9]
- 亞洲年度最佳青年足球運動員：2017[10]

## 外部連結
- 李昇祐官方Twitter （页面存档备份，存于）
- Lee Seung-woo – National Team Stats at KFA 